# Tour préliminaire à la Coupe d'Asie des nations de football 2004
Cette page présente le tour préliminaire à la Coupe d'Asie des nations 2004.
Quarante-cinq pays affiliés à l'AFC s'engagent dans la 13e édition de la Coupe d'Asie des nations. Le Japon, tenant du titre et la Chine, pays hôte du tournoi final, sont directement qualifiés et ne dispute pas ces éliminatoires.

Les 20 équipes moins bien classées sont placées dans 6 groupes préliminaires composés de 3 équipes et une de 2 équipes. Les vainqueurs de chaque groupe sont qualifiés pour un second tour, avec les 21 équipes, réparties dans 7 groupes de 4. Les deux premiers sont qualifiés pour la phase finale en Chine.

Le Cambodge et les Philippines déclarent forfaits, par conséquent seules 43 équipes concourent.

## Tour préliminaire
| Équipe   | Pts | J | V | N | D | Bp | Bc | Diff |
| -------- | --- | - | - | - | - | -- | -- | ---- |
| Birmanie | 6   | 2 | 2 | 0 | 0 | 7  | 0  | +7   |
| Maldives | 1   | 2 | 0 | 1 | 1 | 1  | 3  | −2   |
| Brunei   | 1   | 2 | 0 | 1 | 1 | 1  | 6  | −5   |

| Équipe         | Pts | J | V | N | D | Bp | Bc | Diff |
| -------------- | --- | - | - | - | - | -- | -- | ---- |
| Sri Lanka      | 6   | 2 | 2 | 0 | 0 | 5  | 3  | +2   |
| Taipei chinois | 3   | 2 | 1 | 0 | 1 | 4  | 2  | +2   |
| Timor oriental | 0   | 2 | 0 | 0 | 2 | 2  | 6  | −4   |

| Équipe       | Pts | J | V | N | D | Bp | Bc | Diff |
| ------------ | --- | - | - | - | - | -- | -- | ---- |
| Népal        | 3   | 2 | 1 | 0 | 1 | 4  | 2  | +2   |
| Kirghizistan | 3   | 2 | 1 | 0 | 1 | 3  | 2  | +1   |
| Afghanistan  | 3   | 2 | 1 | 0 | 1 | 2  | 5  | −3   |

| Équipe     | Pts | J | V | N | D | Bp | Bc | Diff |
| ---------- | --- | - | - | - | - | -- | -- | ---- |
| Hong Kong  | 4   | 2 | 1 | 1 | 0 | 7  | 3  | +4   |
| Laos       | 3   | 2 | 1 | 0 | 1 | 3  | 6  | −3   |
| Bangladesh | 1   | 2 | 0 | 1 | 1 | 3  | 4  | −1   |

| Équipe    | Pts | J | V | N | D | Bp | Bc | Diff |
| --------- | --- | - | - | - | - | -- | -- | ---- |
| Singapour | 6   | 2 | 2 | 0 | 0 | 5  | 0  | +5   |
| Pakistan  | 3   | 2 | 1 | 0 | 1 | 3  | 3  | 0    |
| Macao     | 0   | 2 | 0 | 0 | 2 | 0  | 5  | −5   |

| Équipe   | Pts | J | V | N | D | Bp | Bc | Diff |
| -------- | --- | - | - | - | - | -- | -- | ---- |
| Bhoutan  | 4   | 2 | 1 | 1 | 0 | 6  | 0  | +6   |
| Mongolie | 4   | 2 | 1 | 1 | 0 | 5  | 0  | +5   |
| Guam     | 0   | 2 | 0 | 0 | 2 | 0  | 11 | −11  |

| Équipe        | Pts | J | V | N | D | Bp | Bc | Diff |
| ------------- | --- | - | - | - | - | -- | -- | ---- |
| Corée du Nord | 4   | 2 | 1 | 1 | 0 | 3  | 1  | +2   |
| Inde          | 1   | 2 | 0 | 1 | 1 | 1  | 3  | −2   |

## Tour qualificatif
| Équipe      | Pts | J | V | N | D | Bp | Bc | Diff |
| ----------- | --- | - | - | - | - | -- | -- | ---- |
| Ouzbékistan | 13  | 6 | 4 | 1 | 1 | 13 | 6  | +7   |
| Thaïlande   | 9   | 6 | 3 | 0 | 3 | 10 | 7  | +3   |
| Tadjikistan | 8   | 6 | 2 | 2 | 2 | 3  | 5  | −2   |
| Hong Kong   | 4   | 6 | 1 | 1 | 4 | 3  | 11 | −8   |

| Équipe    | Pts | J | V | N | D | Bp | Bc | Diff |
| --------- | --- | - | - | - | - | -- | -- | ---- |
| Koweït    | 16  | 6 | 5 | 1 | 0 | 17 | 5  | +12  |
| Qatar     | 11  | 6 | 3 | 2 | 1 | 10 | 6  | +4   |
| Singapour | 4   | 6 | 1 | 1 | 4 | 3  | 11 | −8   |
| Palestine | 2   | 6 | 0 | 2 | 4 | 3  | 11 | −8   |

| Équipe          | Pts | J | V | N | D | Bp | Bc | Diff |
| --------------- | --- | - | - | - | - | -- | -- | ---- |
| Arabie saoudite | 18  | 6 | 6 | 0 | 0 | 31 | 1  | +30  |
| Indonésie       | 10  | 6 | 3 | 1 | 2 | 9  | 13 | −4   |
| Yémen           | 7   | 6 | 2 | 1 | 3 | 15 | 15 | 0    |
| Bhoutan         | 0   | 6 | 0 | 0 | 6 | 0  | 26 | −26  |

| Team          | Pts | Pld | W | D | L  | GF | GA | GD  |
| ------------- | --- | --- | - | - | -- | -- | -- | --- |
| Iran          | 15  | 6   | 5 | 0 | 1  | 16 | 5  | +11 |
| Jordanie      | 15  | 6   | 5 | 0 | 1  | 13 | 6  | +7  |
| Liban         | 4   | 6   | 1 | 1 | 4  | 2  | 8  | −6  |
| Corée du Nord | 1   | 6   | 0 | 1 | 5, | 2  | 14 | −12 |

| Équipe       | Pts | J | V | N | D | Bp | Bc | Diff |
| ------------ | --- | - | - | - | - | -- | -- | ---- |
| Oman         | 15  | 6 | 5 | 0 | 1 | 24 | 2  | +22  |
| Corée du Sud | 12  | 6 | 4 | 0 | 2 | 30 | 4  | +26  |
| Viêt Nam     | 9   | 6 | 3 | 0 | 3 | 8  | 13 | −5   |
| Népal        | 0   | 6 | 0 | 0 | 6 | 0  | 43 | −43  |

| Équipe   | Pts | J | V | N | D | Bp | Bc | Diff |
| -------- | --- | - | - | - | - | -- | -- | ---- |
| Irak     | 13  | 6 | 4 | 1 | 1 | 16 | 4  | +12  |
| Bahreïn  | 13  | 6 | 4 | 1 | 1 | 14 | 9  | +5   |
| Malaisie | 5   | 6 | 1 | 2 | 3 | 9  | 12 | −3   |
| Birmanie | 3   | 6 | 1 | 0 | 5 | 4  | 18 | −14  |

| Équipe              | Pts | J | V | N | D | Bp | Bc | Diff |
| ------------------- | --- | - | - | - | - | -- | -- | ---- |
| Turkménistan        | 14  | 6 | 4 | 2 | 0 | 10 | 2  | +8   |
| Émirats arabes unis | 13  | 6 | 4 | 1 | 1 | 13 | 5  | +8   |
| Syrie               | 7   | 6 | 2 | 1 | 3 | 16 | 10 | +6   |
| Sri Lanka           | 0   | 6 | 0 | 0 | 6 | 1  | 23 | −22  |

## Qualifiés
| - Chine (pays-hôte) - Japon (tenant du titre) - Corée du Sud - Arabie saoudite - Iran - Irak - Koweït - Qatar | - Indonésie - Thaïlande - Émirats arabes unis - Ouzbékistan - Bahreïn - Jordanie - Oman - Turkménistan |